# Bernhard Wieland
Bernhard Walter Wieland (* 20. Januar 1952 in Genf) ist ein deutscher Volkswirt. Von 1999 bis 2017 war er Inhaber des Lehrstuhls für Verkehrswirtschaft und internationale Verkehrspolitik an der Fakultät Verkehrswissenschaften „Friedrich List“ der Technischen Universität Dresden.

## Leben
Wieland studierte ab 1971 Mathematik zunächst an der Ludwig-Maximilians-Universität München und, später, an der Freien Universität Berlin, wo er 1977 das Studium mit Diplom abschloss. Im Jahr 1979 folgte die Promotion an derselben Hochschule.
Ab 1980 war er wissenschaftlicher Mitarbeiter am Deutschen Institut für Wirtschaftsforschung in Berlin, ab 1982 am Wissenschaftlichen Institut für Kommunikationsdienste in Bad Honnef. Im Jahr 1987 wurde er wissenschaftlicher Assistent an der Universität zu Köln. Im Jahr 1994 habilitierte er sich ebenda, bei Carl Christian von Weizsäcker, in Volkswirtschaftslehre. Von 1994 bis 1997 war er wissenschaftlicher Assistent und Lehrstuhlvertreter für Wirtschaftspolitik an der Humboldt-Universität Berlin. Im Jahr 1997 war er kurzzeitig Professor für Wirtschaftspolitik an der Fernuniversität Hagen.
Von 1999 bis September 2017 war Wieland Professor für Verkehrswirtschaft und internationale Verkehrspolitik an der Technischen Universität Dresden. Zu seinen Arbeitsgebieten zählen Fragen der Regulierung im Verkehrswesen, der Bepreisung von Infrastruktur, die Positive Theorie der Regulierung sowie Verkehrspolitik in der Europäischen Union.
Nach seiner Emeritierung wurde die Professur in die Professur für Volkswirtschaftslehre, insbesondere Makroökonomik und Raumwirtschaftslehre/Regionalwissenschaften (Professor Georg Hirte) eingegliedert.
Von 2013 bis 2017 war er Mitherausgeber und Schriftleiter der Zeitschrift für Verkehrswissenschaft.